# Provinz Settsu

Provinz Settsu rot markiert

Settsu (jap. 摂津国, Settsu no kuni) oder Sesshū (摂州) war eine der historischen Provinzen Japans und nach der Gokishichidō-Einteilung eine der Inneren Provinzen (Kinai). Sie lag im östlichen Teil der heutigen Präfektur Hyōgo und dem nördlichen Teil der Präfektur Osaka. Im Altertum wurde sie auch Provinz Tsu (津国, Tsu no kuni) genannt.
Osaka und das Schloss Ōsaka-jō waren die Zentren der Provinz. In der Sengoku-Zeit, regierte der Miyoshi-Klan Settsu und die Nachbarprovinzen Izumi und Kawachi, bis sie durch Oda Nobunaga erobert wurden. Die Provinzen wurden danach durch Toyotomi Hideyoshi beherrscht. Der Rat der Fünf Regenten, der anschließend für dessen Sohn regieren sollte, zerstritt sich bald und als Ishida Mitsunari die Schlacht von Sekigahara verlor, fiel das Gebiet an Verwandte von Tokugawa Ieyasu.
Settsu findet sich auch heute in Namen wie dem der JR-Bahnhöfe Settsu-Motoyama (摂津本山, Kōbe) und Settsu-Tonda (摂津富田, Takatsuki, zwischen Osaka und Kyōto).